# 공음중학교
공음중학교(孔音中學校)는 대한민국 전북특별자치도 고창군 공음면 칠암리에 있는 공립 중학교이다.

## 학교 연혁
- 1971년 1월 16일 : 공음중학교 설립 인가 (6학급)
- 1971년 3월 5일 : 제1회 신입생 입학
- 2022년 2월 11일 : 제49회 4명 졸업(총 졸업생수 5,924명)
- 2022년 3월 1일 : 제23대 노재환 교장 부임

## 참고 자료
- 공음중학교 - 한국교육학술정보원 학교알리미